# Celastrina thorida
Celastrina thorida är en fjärilsart som beskrevs av Lambertus Johannes Toxopeus 1928. Celastrina thorida ingår i släktet Celastrina och familjen juvelvingar. Inga underarter finns listade i Catalogue of Life.